# گمینا شچوتووو
گمینا شچوتووو (به لهستانی:  Gmina Szczutowo) یک گمینا در لهستان است که در شهرستان شرپتس واقع شده‌است. گمینا شچوتووو ۱۱۲٫۶۲ کیلومتر مربع مساحت و ۴٬۴۱۷ نفر جمعیت دارد.